# Calarcá (Quindío)
Calarcá es un municipio colombiano perteneciente al departamento del Quindío. Es el segundo municipio con mayor cantidad de habitantes del departamento, después de la capital: Armenia. La ciudad es gobernada por un Alcalde y un Concejo municipal. Limita al norte con Salento, al oeste y noroeste con Armenia, al sur con Córdoba, y al este con el departamento de Tolima.
Posee dos corregimientos, La Virginia y Barcelona y dos caseríos, Río Verde y Quebradanegra. Dista cuatro kilómetros de la capital Armenia y hace parte de su área metropolitana.
Calarcá deriva su nombre del legendario Cacique Calarcá, indígena pijao que habitó la vecina zona del actual Tolima, por ello al municipio se le conoce como La Villa del Cacique; también Cuna de Poetas, por sus destacados autores, como Luis Vidales o Baudilio Montoya, por ello la ciudad es sede del Encuentro Nacional de Escritores.
Es un municipio cafetero que basa su economía en el turismo, la agricultura y en menor cantidad en la ganadería. También es la sede de la Fiesta Nacional del Café, donde se celebra el Reinado Nacional del Café, el Desfile del Yipao y las muestras artesanales.

## Historia
Calarcá fue fundada en el año de 1886 por Segundo Henao y Román María Valencia, siguiendo la fundación antioqueña de las ciudades de Pereira, Filandia, Circasia y Salento. Los fundadores fueron, principalmente, Segundo Henao y algunos otros compañeros de exploración provenientes de Salento, como Basilio Valencia y Miguel Santana.
El 29 de junio de 1886, se dio el Acta de Fundación, la junta de fundadores nombraron como comisionado (alcalde) a Luis Tabares quien firmó el acta de fundación. Con un decámetro Segundo Henao midió la plaza central y luego se creó el concejo municipal, en él se nombró como presidente a Segundo Henao y como vicepresidente a Francisco Ospina.
El 9 de septiembre de 1888, los 231 habitantes que en ese entonces poseía Calarcá, enviaron un memorando al Ministro de Hacienda para la adjudicación de más de 20 baldíos pertenecientes a los nuevos habitantes de Calarcá, la mayoría eran personas provenientes de Antioquia; para ese entonces, la región del Quindío pertenecía al departamento del Cauca, así que con esta solicitud, la Gobernación envió al personero de Salento de la Provincia del Quindío, a practicar una inspección ocular, el personero dio fe del nuevo territorio de Calarcá. y en 1890 por acuerdo del municipio de Salento se reconoció como Corregimiento y en 1905 como Municipio. En 1913, fue creada la Oficina Inspectora Municipal de Policía; en 1915 se creó la primera Oficina de Registro de Instrumentos Públicos y la recaudación de hacienda. 
En la década de 1930 los gobernantes comenzaron a pensar en la carretera a Bogotá y el túnel de La Línea, como auxiliares a las comunicaciones del Ferrocarril del Pacífico.

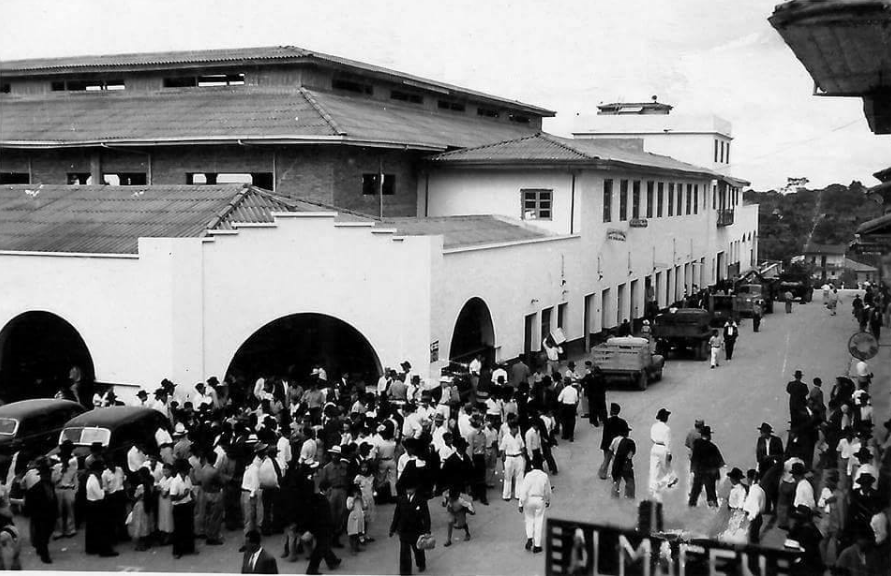
Antigua Plaza de Mercado (Galería) c. 1950.

En 1933, se estableció la primera plaza de mercado (conocida como «La Galería»), liberando a la Plaza de Bolívar de esta actividad. La población se desarrolló económicamente con base en la minería, el comercio y actividades basadas totalmente en la arriería.
En 1966, el Quindío fue reconocido como departamento independiente de Caldas, así que el municipio de Calarcá tomó un nuevo auge; si bien, en Caldas ocupó casi siempre el quinto lugar de importancia, en el departamento del Quindío se convirtió en el segundo. La relación física, social, económica y cultural de Calarcá con Armenia obligó a una ampliación de la vía entre las dos ciudades y un mejoramiento del servicio de transporte intermunicipal, en Armenia se construyó un puente sobre la quebrada de La Florida que evitó un recorrido más largo hacia la capital.
El 13 de octubre de 2017 se inauguró el Palacio de Justicia, ubicado en las antiguas instalaciones de la Institución Educativa Rafael Uribe Uribe sobre la Carrera 23 entre calles 40 y 41.

## Organización político-administrativa

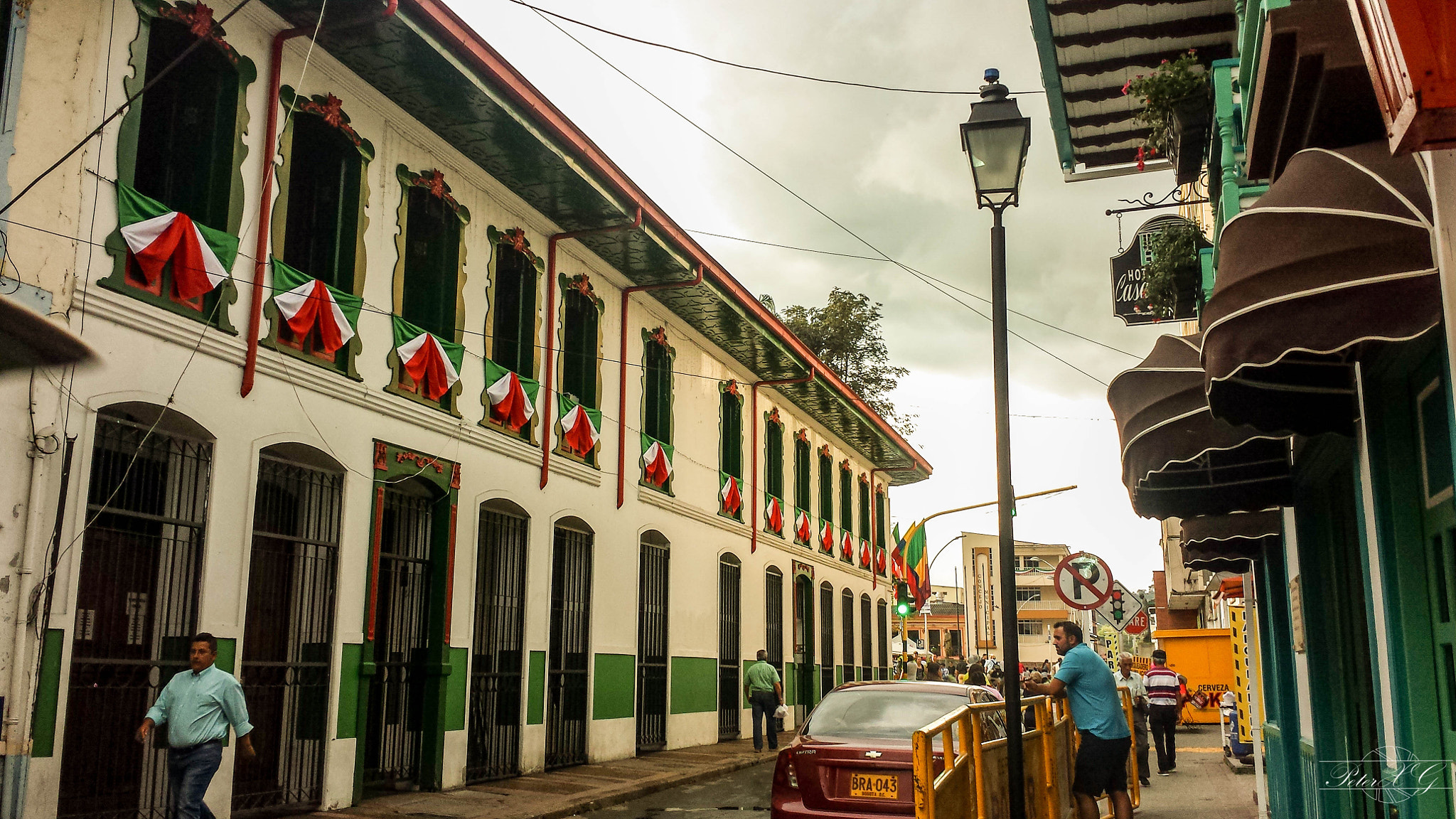
Alcaldía municipal

Calarcá está regida por un sistema democrático basado en los procesos de descentralización administrativa generados a partir de la proclamación de la Constitución Política de 1991. Al municipio lo gobierna un Alcalde (poder ejecutivo) y un Concejo Municipal (poder legislativo). El Alcalde de Calarcá es el jefe de gobierno y de la administración municipal, representando legal, judicial y extrajudicialmente al municipio. que en la actualidad, para el periodo 2024-2027, es ejercido desde el 1 de enero de 2024 por Juan Sebastián Ramos. Entre sus funciones principales está la administración de los recursos propios de la municipalidad, velar por el bienestar y los intereses de sus conciudadanos y representarlos ante los gobiernos Departamental y Nacional, además de impulsar políticas locales para mejorar su calidad de vida, tales como programas de salud, vivienda, educación e infraestructura vial y mantener el orden público. Es un cargo elegido por voto popular para un periodo de cuatro años,
El Concejo Municipal de Calarcá es una Corporación Administrativa de elección popular, compuesta por un número específico de ediles de diferentes tendencias políticas, elegidos democráticamente para un período de cuatro años, y cuyo funcionamiento tiene como eje rector la participación democrática de la comunidad; está conformado por 15 personas de diferentes partidos políticos y es el equivalente a la entidad legislativa del municipio, emite acuerdos de obligatorio cumplimiento en su jurisdicción territorial. Entre sus funciones está aprobar los proyectos de los alcaldes, elegir personero y contralor municipal y posesionarlos, dictar las normas orgánicas del presupuesto y expedir anualmente el presupuesto de rentas y gastos.

## Geografía
La ciudad se encuentra ubicada entre los 4° 20′ 40″ y los 4° 33′ 50″ de latitud norte y entre los 75° 33′ 40″ y los 75° 48′ 40″ de longitud oeste. El casco urbano se encuentra ubicado a los 4° 33′ 0,6″ de latitud norte y a los 75° 39′ 00″ de longitud oeste. Tiene una extensión territorial de 21 923 ha (hectáreas), de las cuales 244 ha son urbanas y 21 679 ha corresponden al sector rural. Cuenta con altitudes que varían desde los 1000 m s. n. m. en la confluencia de los ríos Quindío y Barragán, hasta los 3667 m s. n. m. en el «Alto de El Campanario». La ciudad se encuentra a una altitud promedio de 1573 m s. n. m. Tiene una población aproximada de 80 000 habitantes. Posee un clima variado, con temperaturas que fluctúan de acuerdo con los pisos térmicos, entre los 22 °C y los 4 °C, dependiendo de la influencia de los rayos solares y de las lluvias. Su temperatura promedio es de 20 °C. La pluviosidad varía entre los 1700 y 2400 mm anuales. La humedad relativa del aire es alta y estable, siendo aproximadamente del 85 %. 
El territorio es quebrado, y su relieve corresponde a la cordillera central de los Andes. Por su topografía presenta 3 pisos térmicos: cálido, frío y páramo, gracias a ello en su suelo contrastan 3 paisajes: el páramo de la cordillera, la prolongación de los densos valles del Cauca y la accidentada geografía cafetera. Gracias a su variedad de climas las tierras son aprovechadas para la ganadería, el cultivo de frutales, plátano, café y en general diversos productos agrícolas; actualmente tiene un completo sistema de acueducto, electrificación y telefonía urbana y rural.

### Límites municipales
Calarcá está delimitado por los siguientes municipios y departamento:
| Noroeste: Armenia               | Norte: Salento | Nordeste: Salento |
| Oeste: Armenia                  |                | Este: Tolima      |
| Suroeste: Buenavista La Tebaida | Sur: Córdoba   | Sureste: Tolima   |

## Cultura

### Arquitectura
La arquitectura de la Colonización antioqueña sigue vigente en varios sectores de la zona centro de la ciudad. Algunas casas conmemorativas poseen un texto corto que cuenta un poco la historia de cada edificación. La Alcaldía municipal y el Palacio de Justicia son un ejemplo de las coloridas casas con estilo característico de la colonización antioqueña, también sobre la Carrera 23 están ubicadas unas de las casas mejor conservadas del municipio. Igualmente, la administración municipal realiza mejoras y mantenimiento periódico a las edificaciones, que son patrimonio municipal, levantadas entre los años 1887 y 1930, y para su construcción se utilizó bahareque recubierto con cemento. Por lo general son de forma cuadrada con un patio central, con amplios salones, pasillos y habitaciones.

Arquitectura de la colonización
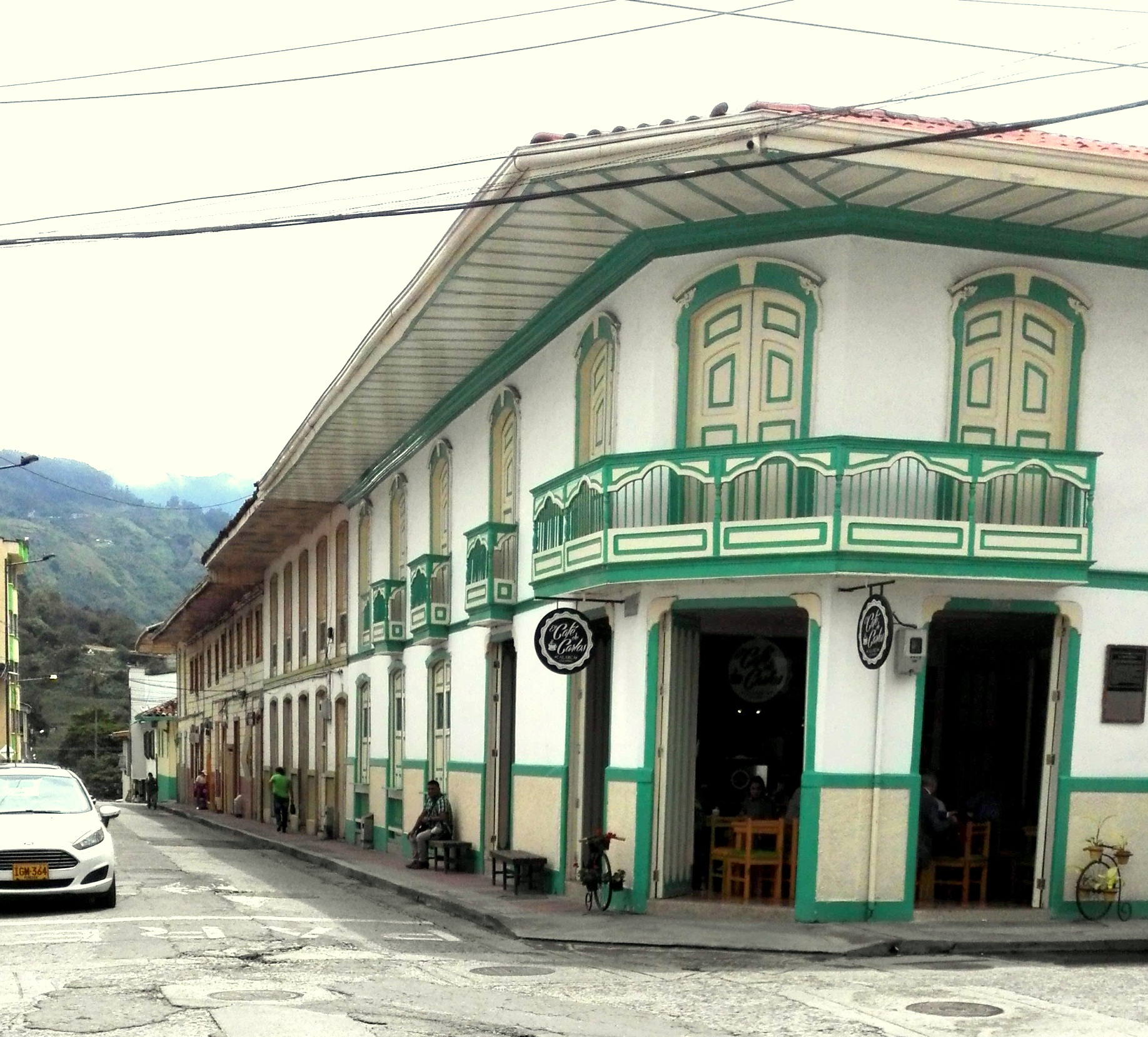
Casa de Las Téllez (Calle 40 con Carrera 23).
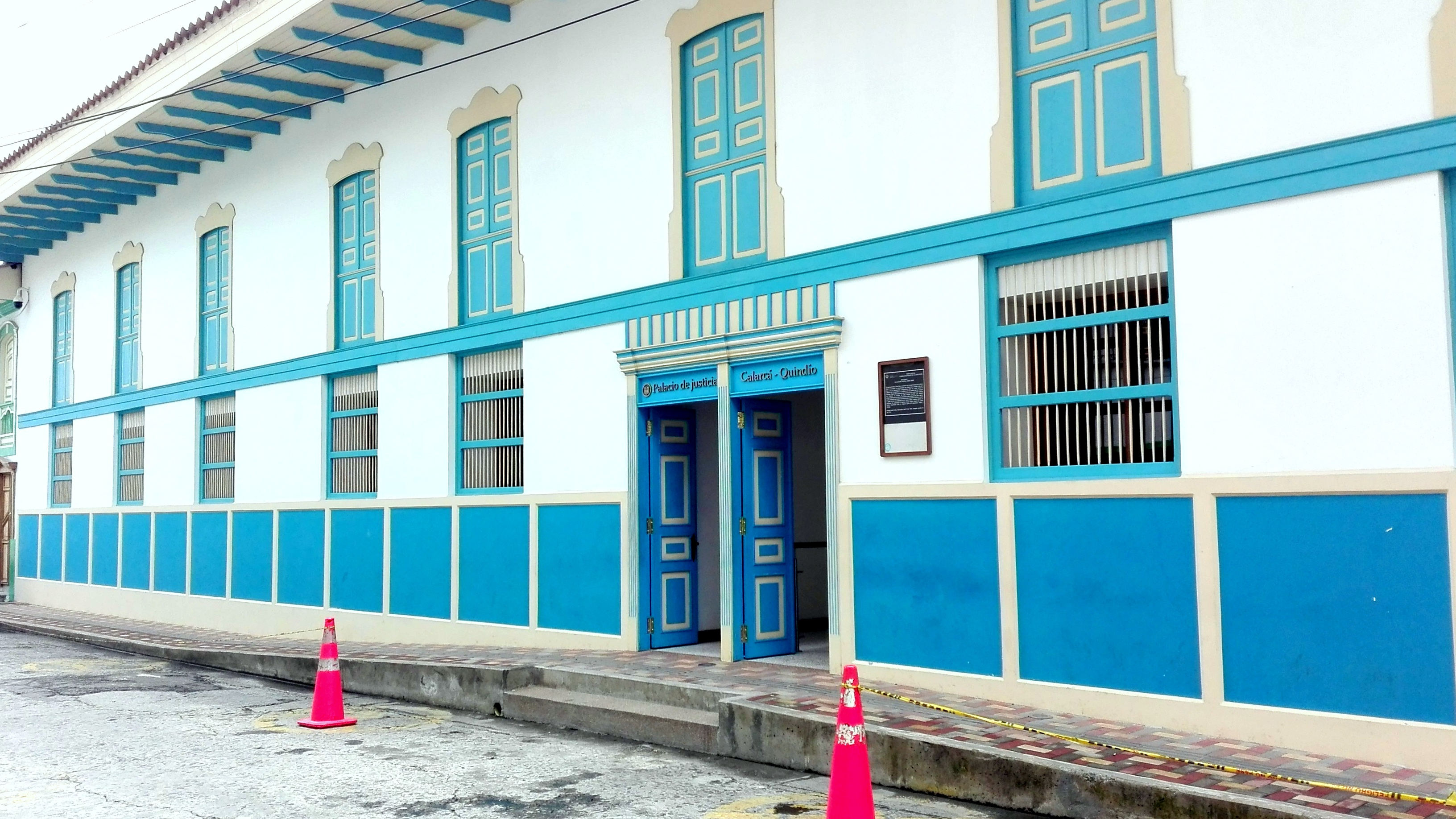
Palacio de Justicia
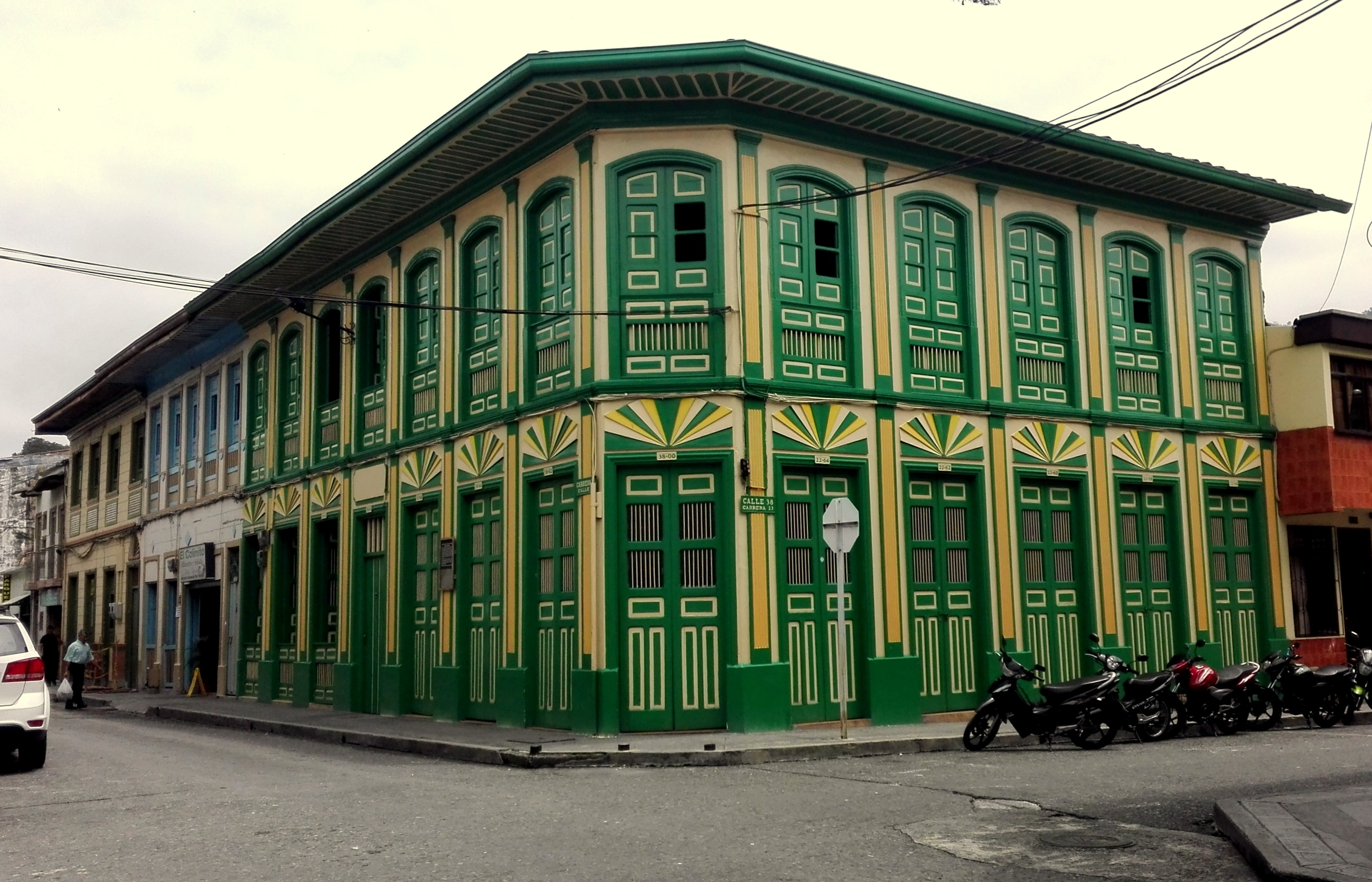
Casa de Los Rey (Carrera 23 con Calle 38)

#### Calle de Los Poetas

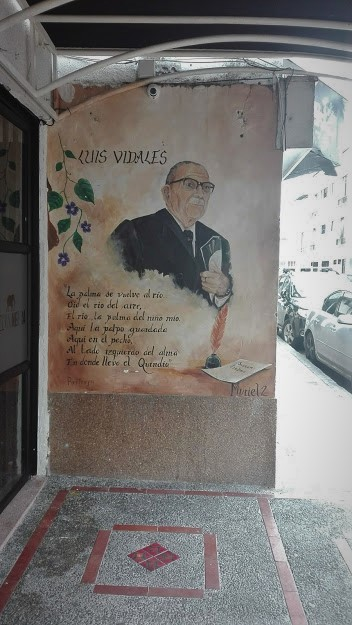
Mural de Luis Vidales en La Calle de Los Poetas

La Calle 41, originalmente conocida como Calle de Armenia y desde 2017 también como la Calle de Los Poetas, es un homenaje muralístico entre las carreras 24 y 31 que conmemora a varios escritores calarqueños. En las fachadas de algunas casas se pueden apreciar murales y fragmentos de poemas.

#### Casa de la Cultura

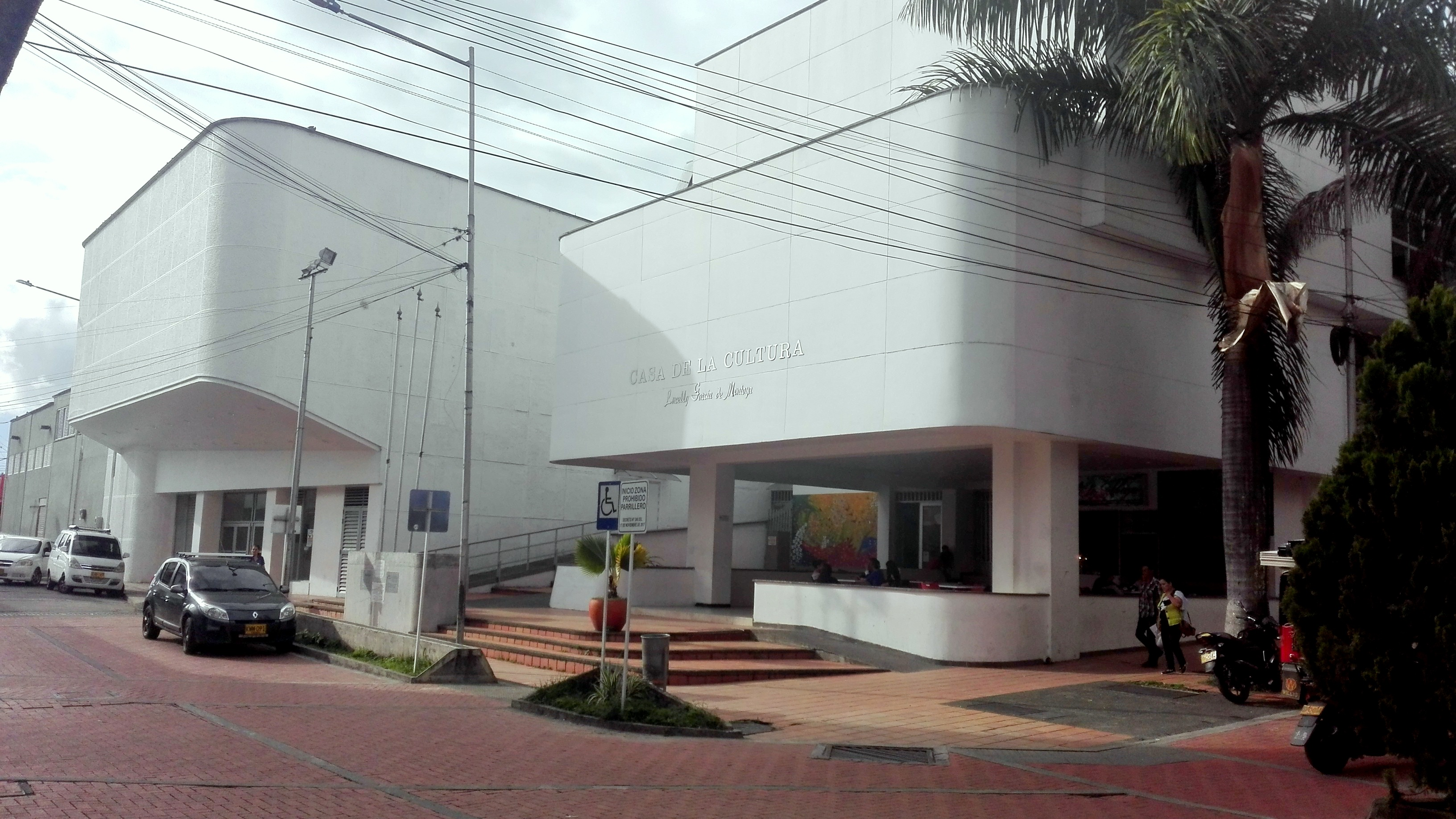
Edificio de la Casa de La Cultura

Uno de los edificios más representativos de la ciudad es la Casa de la Cultura, considerado Patrimonio Cultural del municipio. En ella se realizan foros, seminarios, talleres, debates y conferencias de los diferentes gremios comprometidos con el desarrollo de la región y del país. También ha sido el espacio libre en el que los candidatos a las corporaciones gubernamentales han mostrado a la ciudad sus programas de gobierno.
La Casa de la Cultura fue construida durante el gobierno de Lucelly García de Montoya. Comenzó a funcionar el 29 de enero de 1977, se crearon las instalaciones con un salón de conferencias, teatro cubierto y mini teatro al aire libre, biblioteca pública, salones para capacitaciones, salón de música, salón de exposiciones, sección de bellas artes, cafetería y oficinas administrativas. En 1993 fue sede del Primer Encuentro Departamental de Cultura, en 1994 fue sede del Primer Encuentro Regional CREA en el que participaron los departamentos de Antioquia, Caldas, Risaralda y Quindío. Calarcá fue designada como «La Ciudad Cultural del Quindío». En 1997 el edificio fue remodelado y ampliado con dineros de la Nación y en 1998 se remodeló el teatro. En el terremoto de 1999 toda la parte frontal del edificio se vino abajo, la remodelación tardó hasta 2006.

### Religión

#### Parroquia San José
A pesar de que existen templos de diferentes religiones en la ciudad, al igual que en el país, la religión predominante es la católica. La Parroquia San José es el principal templo católico del municipio, ubicada sobre la Carrera 24 y Calle 39, sobre la Plaza de Bolívar. En 1886, en la fundación de la ciudad, la junta pobladora conformada por Segundo Henao, Román María Valencia, entre otros colonos, decidieron medir las calles, la plaza y escoger el lote de la en ese entonces capilla.
En ella el Padre Ismael Valencia Marín celebró por primera vez la santa Misa. El 20 de octubre de 1889 se asentó la primera partida de bautismo. Con la creación de la Diócesis de Manizales en 1900, el templo pasó a formar parte de su territorio. El Padre Luis Alzate ejerció durante veinte años como párroco (1946-1966) y realizó ciertas reformas al templo reemplazando la fachada hecha de madera forrada en lata por otra de concreto y ladrillo, dejando sólo dos torres en el frontis y construyendo otra en la parte trasera para el campanario y el reloj siendo esta una de las más altas del Quindío.

#### Parroquia Cristo Rey
Otro templo relevante es la Parroquia Cristo Rey. Fue creada el 21 de junio de 1964 sobre la Avenida Colón (calle 30 con Carrera 27). El primer Obispo Monseñor Jesús Martínez Vargas la ascendió de vicaría a Parroquia por reunir los requisitos exigidos por el derecho canónico. Al ser nombrada como parroquia, fue designado como primer párroco al presbítero Jesús María Morales. Monseñor Jesús Martínez Vargas celebró la bendición de la primera piedra para la construcción del Templo. El padre Jesús María Morales impulsó la construcción del Templo realizando actividades para conseguir los fondos para tal fin. Dos años después, en Armenia se construyó la Catedral de la Inmaculada Concepción con un diseño similar al de la parroquia.
Otros templos católicos de la ciudad son la Parroquia Nuestra Señora del Perpetuo Socorro, Parroquia San Pedro Claver y la Parroquia Nuestra Señora de Fátima.

#### Templos no católicos relevantes
- Iglesia Adventista del Séptimo Día,
- Iglesia Pentecostal Unida de Colombia,
- Iglesia de Jesucristo de los Santos de los Últimos Días,
- Iglesia de Dios Ministerial de Jesucristo Internacional,
- Salón del Reino de los Testigos de Jehová.

### Fiesta Nacional del Café
En el aniversario de la ciudad, que se realiza cada año en el mes de junio, se da lugar a la Fiesta Nacional del Café, o simplemente, Fiestas de Calarcá, que tienen una duración de un mes. Durante esta festividad se celebran desfiles, muestras artesanales, puestos de ocio, fiesta y comida. En la Carrera 25 se amplían hasta el borde de las aceras las discotecas y bares; y la Carrera 25 se usa como vía peatonal aproximadamente desde la Calle 48, (Colegio Robledo) hasta la Calle 35.[cita requerida]

#### Reinado Nacional del Café
Desde 1983 se celebra el Reinado Nacional del Café. La ganadora representa a Colombia en el Reinado Internacional del Café que se realiza en Manizales. Generalmente, el evento se realiza en el anfiteatro Polideportivo El Cacique. La actual representante Nacional del Café es la señorita Antioquia, Scarlet Stefania Sánchez Quintero.

#### Desfile del Yipao
Desde 1988, la celebración de la Fiesta Nacional del Café se concluye con el Desfile del Yipao, una exhibición de vehículos todo terreno de las décadas del 40 y 50 llamados Jeep Willys. Yipao viene de la pronunciación inglesa de «Jepp» [ˈdʒiːp]. Los Jeeps -o yipes- llegaron a Colombia desde los Estados Unidos luego de la Segunda Guerra Mundial y por su buena adaptación al suelo montañoso de la zona cafetera, se adaptaron rápidamente a la cultura local, incluso son conocidos como la Mula mecánica.
El desfile es una fila de alrededor 200 vehículos.[cita requerida] La exhibición es a la vez un concurso organizado por la alcaldía, que premia económicamente en las categorías de Carga de café, Carga agrícola tradicional, Trasteo o coroteo campesino, Artes y oficios y el Pique tradicional.

### Deporte

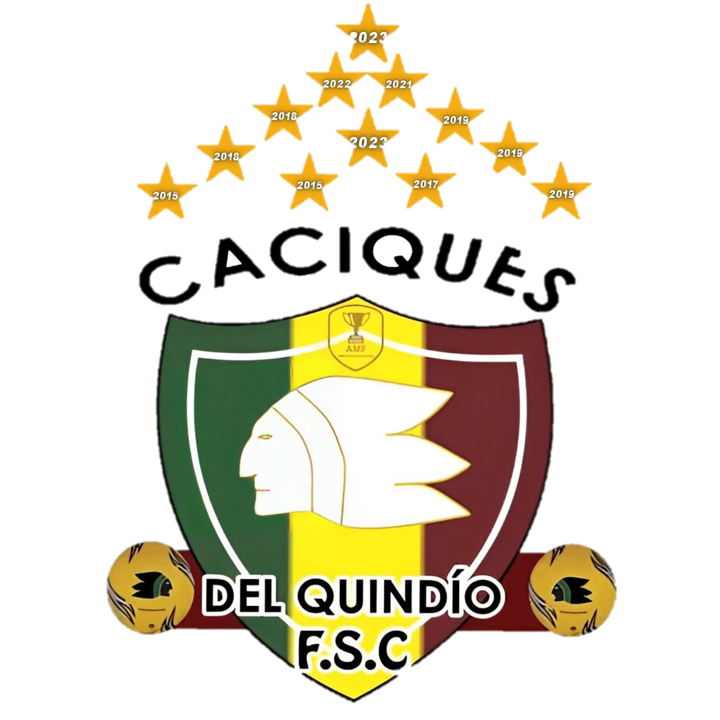
Escudo del club Caciques del Quindío de Calarcá.

En Calarcá es destacada la práctica del Fútbol sala gracias a las notables participaciones y logros del club Caciques del Quindío en el Campeonato nacional y sus varios títulos internacionales e incluso, campeón en este deporte del Campeonato Mundial de Clubes de 2019 organizado por la Asociación Mundial de Futsal.
El Coliseo del Sur es el máximo escenario del municipio con capacidad de hasta 5 000 asistentes para presenciar deportes de pelota, pero en su mayoría diseñado para la práctica del Fútbol sala. Fue la sede única de la Copa Sudamericana de Clubes de Fútbol de Salón en 2022. Otros escenarios relevantes en el municipio son el Estadio Guillermo Jaramillo Palacio y el Polideportivo El Cacique.

## Símbolos

### Bandera, escudo e himno

Escudo de Calarcá.

Bandera de Calarcá.

| Coro: Del Cacique temible heredaste La bravura, el coraje, el valor De la patria eres hija mimada Que pregona riqueza, esplendor I A tus campos, colinas y valles Con derroche natura premió Y eres joven, gentil y galante Que en la fronda del valle surgió II Tus colinas entrañas de oro Por los ríos lo dejas correr Y tus campos de verde esmeralda Los matiza de rojo el café III El trabajo estimula a tus hijos Que en civismo no tienen rival Y en matronas de noble linaje Su orgullo fundó la ciudad | IV En la paz del cortijo se amasa Con fecundo sudor nuestro pan, Y la sierra, el plantío y la vega, Con un himno al trabajo, al afán V Por doquier, tu nombre blasona De la raza civismo y poder Porque tienes anhelos de gloria Y es prolijo tu afán de ascender VI Te fundaron valientes sin odio Veteranos patriarcas del bien Que la patria consagra orgullosa Como ejemplo a tus hijos también |

Himno de Calarcá

## Economía

### Turismo

#### Ecoparque Peñas Blancas
El Ecoparque Peñas Blancas es una reserva natural ubicada en la Cordillera Central, a un kilómetro del corregimiento de La Virginia. La sima de la peña está a 2530 m s. n. m. desde donde se pueden divisar los municipios de Calarcá, Armenia, Montenegro y el corregimiento de Barcelona. En el parque se pueden practicar actividades de escalada y espeleología. También cuenta con una explanación para la práctica de fútbol. Una leyenda que dice que el tesoro del Cacique Calarcá fue guardado hace más de 400 años dentro de la peña.

#### Jardín botánico del Quindío

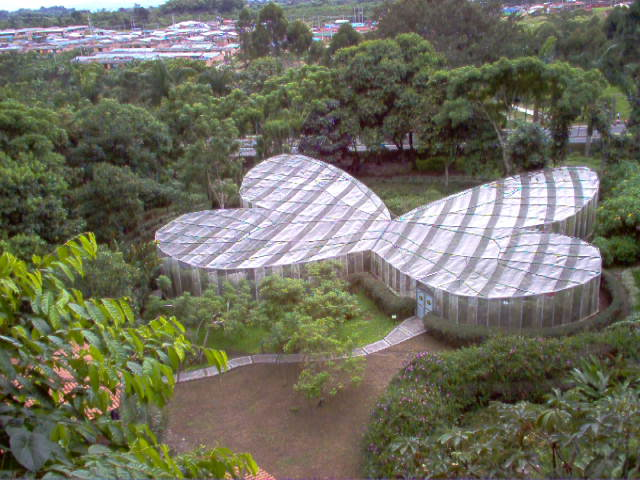
Mariposario del Jardín botánico del Quindío visto desde arriba

Al sur de la ciudad, junto a las instalaciones del Coliseo, se ubica el Jardín botánico del Quindío. Funciona como centro de investigación científica y educación ambiental. Fue fundado en 1978 por Alberto Gómez Mejía, la Organización OIKOS, la Universidad del Quindío y el Club de Jardinería de Armenia. El Jardín cuenta con un bioterio de mariposas de nombre «El Mariposario» y posee aproximadamente 40 especies nativas diferentes.

#### Recorrido de la Cultura Cafetera
El Recorrido de la cultura cafetera (RECUCA) se realiza en una finca cafetera ubicada en la vereda Callelarga. A los visitantes se les enseña labores propias de la cultura cafetera. Allí el visitante es recibido con un café caliente hecho en aguapanela e inmediatamente convertido en actor, con atuendo típico, canasto y machete al cinto, inicia un recorrido por la historia del grano desde Etiopía, Arabia y Holanda hasta América.

#### Museo Gráfico y Audiovisual del Quindío
El Museo Gráfico y Audiovisual es una fundación surgida el 13 de septiembre del 2006, con el objetivo de proporcionar una muestra permanente de la memoria fotográfica, audiovisual, fílmica y videográfica del Quindío. El Museo está ubicado en la Carrera 25, entre calles 41 y 42. Los archivos son propiedad de Luis Fernando Londoño Aristizábal, que por más de 40 años recolectó el más considerable archivo gráfico y audiovisual del departamento con aproximadamente 400 000 fotografías, más de 5000 horas de patrimonio fílmico y más de 20 000 cédulas de ciudadanía expedidas en el municipio desde la 0001 en el año 1934 cuando se abrió la Registraduría municipal, hasta el año 1952 con la iniciación de la cedulación con numeración nacional.

## Servicios públicos
- Energía Eléctrica: Empresa de Energía del Quindío (EDEQ), del grupo EPM, es la empresa prestadora del servicio de energía eléctrica.
- Gas Natural: Efigas es la empresa distribuidora y comercializadora de gas natural en el municipio.